# سیارک ۸۷۹

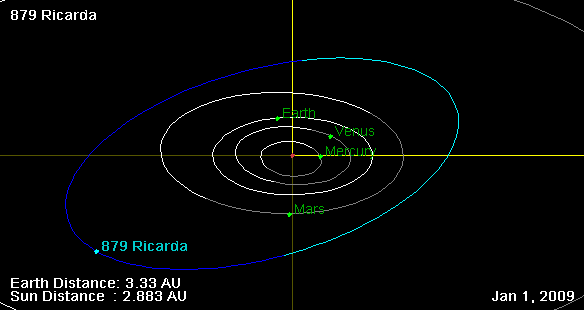
نمایی از محل قرارگیری سیارک ۸۷۹ در مدار – ۲۰۰۹

سیارک ۸۷۹ (به انگلیسی: 879 Ricarda، نامگذاری:1917CJ) هشتصد و هفتاد و نهمین سیارک کشف شده‌است که در ۲۲ ژوئیه ۱۹۱۷ و در هایدلبرگ کشف شد.
قدر مطلق سیارک برابر ۱۱٫۹۰ است.